# Til sæters
Til sæters är en norsk svartvit stumfilm (drama) från 1924. Filmen regisserades av Harry Ivarson och i huvudrollen som Ragnhild ses Ellen Sinding.

## Handling
Gunhild, änkan på storgården Sollia, har två döttrar, Raghild och Sigrid. Ragnhild har förälskat sig i den fattige bondpojken Asmund, men hennes mor vill att hon ska gifta sig med Hans Olsen. Asmund och Ragnhild gör ett kors som Ragnhild får. Om hon tappar det kommer olycka att drabba henne. Hans stjäl korset vilket gör Ragnhild förtvivlad. Hon undviker Asmund och han tror då att hon flörtar med rikemanssonen Halvor. Efter en serie förvecklingar kommer korset till rätta igen och Hans får sitt straff. Halvor har hela tiden varit förtjust i Sigrid och snart därefter blir det dubbelbröllop på Sollia.

## Rollista
- Ellen Sinding – Ragnhild
- Hjalmar Fries – Asmund Nordheia
- Olafr Havrevold – Halvor, en rikemansson
- Didi Holtermann	 – Desideria, tjänsteflicka
- Sigrun Svenningsen – Sigrid
- Signe Heide Steen – Gunhild
- Sverre Næss – Hans Olsen
- Rudolf Mjølstad – Per
- Emmy Worm-Müller – Kari
- Arne Svendsen – prästen
- Idar Tranar – Nordal, student
- Henry Randolf – Stenby, student
- Josef Sjøgren – Busk

## Om filmen
Til sæters är Harry Ivarsons regidebut och var också den enda norskproducerade filmen att ha premiär 1924. Den bygger på pjäsen Til Sæters av Claus Pavels Riis (1850) som omarbetades till filmmanus av Ivarson. Den ursprungliga pjäsen var till handlingen ganska tunn och syftade mest till att knyta samman olika dansuppträdanden och vissånger. Ivarson lade därför till flera personer i handlingen och även mer intrig. Filmen producerades av bolaget Cinema AS med A. Rich-Petersen som produktionsledare. Den spelades in i Østre Slidre och på Norsk folkemuseum på Bygdøy. Den fotades av Thorleif Tønsberg och klipptes av Ivarson. Den hade premiär den 3 november 1924 i Norge och distribuerades av Cinema AS. Den hade finländsk premiär den 8 mars 1925.
Filmen är ett exempel på den nationalromantiska filmgenre som blev populär i Norge på 1920-talet.